# Рилски манастир „Свети Николай“
Рилският Николаевски манастир (на руски: Рыльский Николавский монастырь) е мъжки православен манастир край Рилск, Русия, разположен на хълм до село Пригородня Слободка, на отсрещния бряг на река Рило на град Рилск.
Няма яснота кога е основан манастирът, чийто сгради са били дървени до XVIII век. Първото му документално упоменаване датира от 1505 г. През „смутното време“ е опожарен от полско-литовските войски на Жеч Посполита. 
През 1824 г., след успешния край на наполеоновите войни, манастирът е посетен от император Александър I. През 1925 г. е закрит от съветската болшевишка власт. На 17 юни 1991 г. е върнат на Руската православна църква, като още на 16 октомври 1991 г. е отслужено първото богослужение в манастирската църква, посветена на Свети Николай Чудотворец.
Манастирът е свързан с българското културно-историческо и духовно наследство на Русия.